# Fenotrina
La fenotrina o fenotrin, conosciuto anche come sumitrin (o sumitrina) è un piretroide sintetico attivo contro le pulci e le zecche.
Particolarmente utilizzato per uso veterinario per combattere le parassitosi animali, è utilizzato anche ad uso umano per combattere le pediculosi causate da Pediculus humanus capitis.
È spesso utilizzato in associazione con il metoprene, che agisce inibendo lo stadio di sviluppo delle uova e delle larve, per ottenere una soluzione che sia attiva su tutti gli stadi evolutivi degli insetti.
Viene utilizzato sotto forma di shampoo o soluzioni per uso esterno.
Il prodotto non deve venire in contatto con gli occhi, le mucose o la cute lesa per evitare l'insorgenza di gravi effetti irritativi sulle zone trattate.